# Габе, Дора
Дора Габе (болг. Исидора (Дора) Петрова Габе; 16 августа 1888, Харманлык, Османская империя (ныне с. Дыбовик, Добричская область Болгария) — 16 ноября 1983, София) — болгарская поэтесса, писательница, эссеист, переводчица
, театральный критик, театровед. Председатель болгарского ПЕН-клуба. Организатор массовых литературных изданий для детей.

## Биография
Из еврейской семьи, дочь публициста и общественного деятеля Пейсаха (Петра) Израилевича Габе (1857—1926) из Елисаветграда (Российская Империя); мать Екатерина Самойловна Габе (в девичестве Дуел, 1860—1937) была уроженкой Одессы. У неё были братья Израиль (Сеня, 1881—1921) и Эммануил (умер ребёнком) и сестра Бела (в замужестве Казанджиева, 1893—?), которая вышла замуж за психолога Спиридона Казанджиева.
После окончания гимназии в Варне, в 1904 поступила в Софийский университет, затем изучала французскую филологию в Женеве и Гренобле (1905—1906).
С 1907 преподавала французский язык в г. Добрич.
С 1911 по 1932 несколько раз выезжала в Польшу, Германию, Швейцарию, Австрию, Чехословакию, Францию, Великобританию.
В 1925 Министерство народного просвещения Болгарии назначило её соредактором библиотечной серии «Библиотека для самых маленьких» (бол. «Библиотека за най-малките»). В 1939—1941 работала редактором детского журнала «Прозорче».
В 1927 Дора Габе была в числе организаторов и на протяжении ряда лет возглавляла Болгарский ПЕН-клуб.
В 1947—1950 — советник по культуре Болгарского посольства в Варшаве, представитель Болгарии на международном конгрессе ПЕН-клубов.
Жена Бояна Пенева (1882—1927), болгарского литературоведа, историка литературы.

## Творчество
Дебютировала в 1900 опубликовав стихотворение «Пролет» в сборнике «Младина». Активно печаталась с начала 1920-х до конца 1930-х годов. В этот период Габе писала поэзию для взрослых и детей, путевые заметки, рассказы, эссе, статьи по вопросам болгарской и зарубежной литературы, театральную критику, воспоминания о деятелях культуры.
Дора Габе — известная болгарская детская писательница, плодовитая эссеистка. В оригинальной поэзии Габе ощутимо влияние сентиментализма.
С 1917 до конца жизни Д. Габе занималась активной переводческой деятельностью с польского, чешского, русского, французского и греческого языков.

## Избранные произведения
- Дядовата Янкова приказка
- Глазки, которые видят: маленькие рассказы о малышах (1963)
- Облаци
- Ты, грусть моя…
- Лес
- Малки песни (1923)
- Звънчета: стихове за малки деца (1925)
- Великден (1930)
- Вечер
- На пороге
- Едноактни пиеси (1947)
- Избранные произведения (1958)
- Звездица за тебе: Стихотворения за деца (1983)
- Светът е тайна: поезия и проза (1994) и др.

## Награды
- Орден Возрождения Польши
- Орден Улыбки
- «Почётный гражданин города Толбухин» (1968)[1].

## Память
Имя Доры Габе присвоено первой муниципальной библиотеке в Болгарии (г. Добрич).